# Festung Fuchsegg

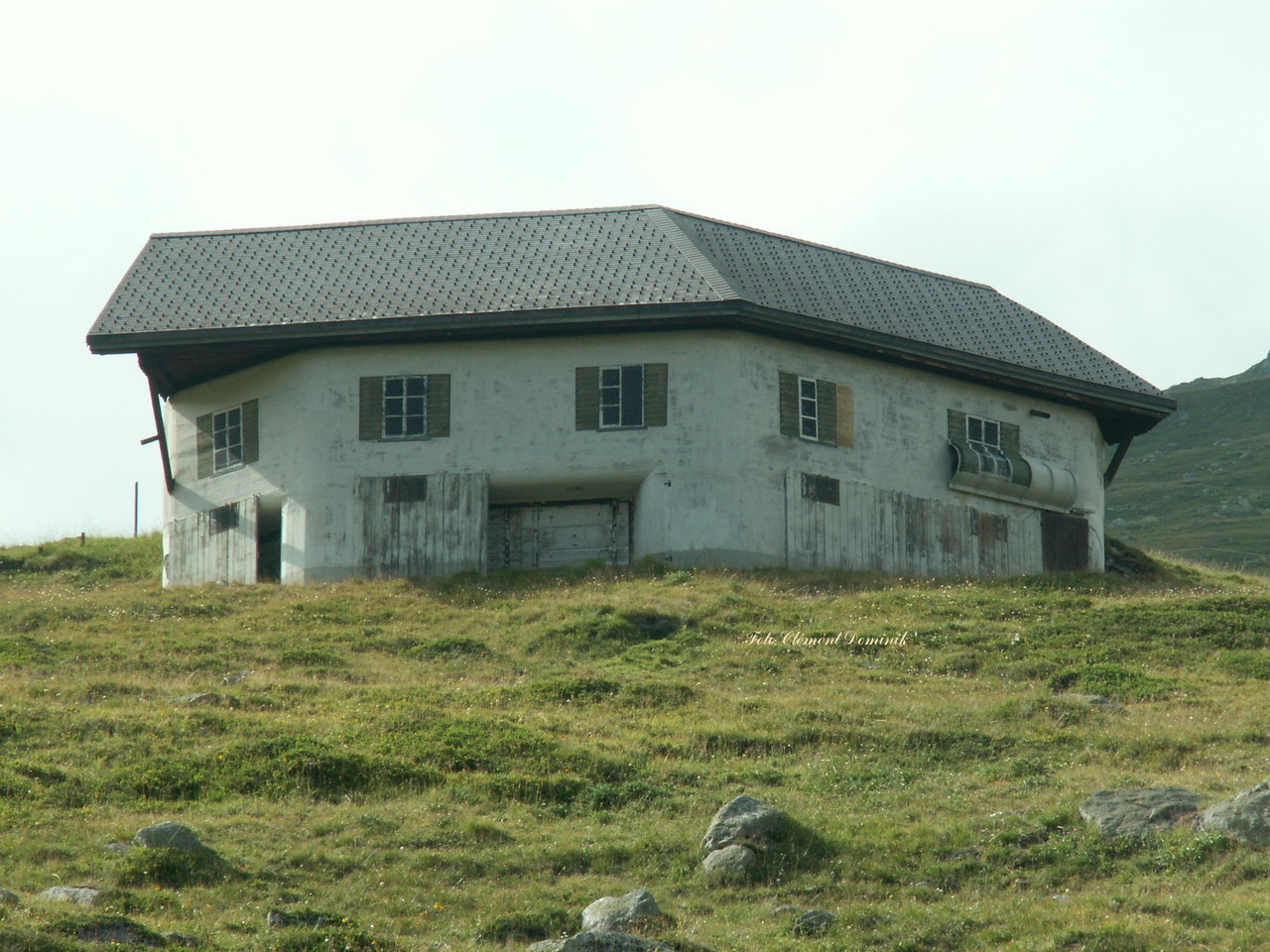
Als Alphütte getarnter rechter Mg-Bunker. Fenster und Türen sind aufgemalt

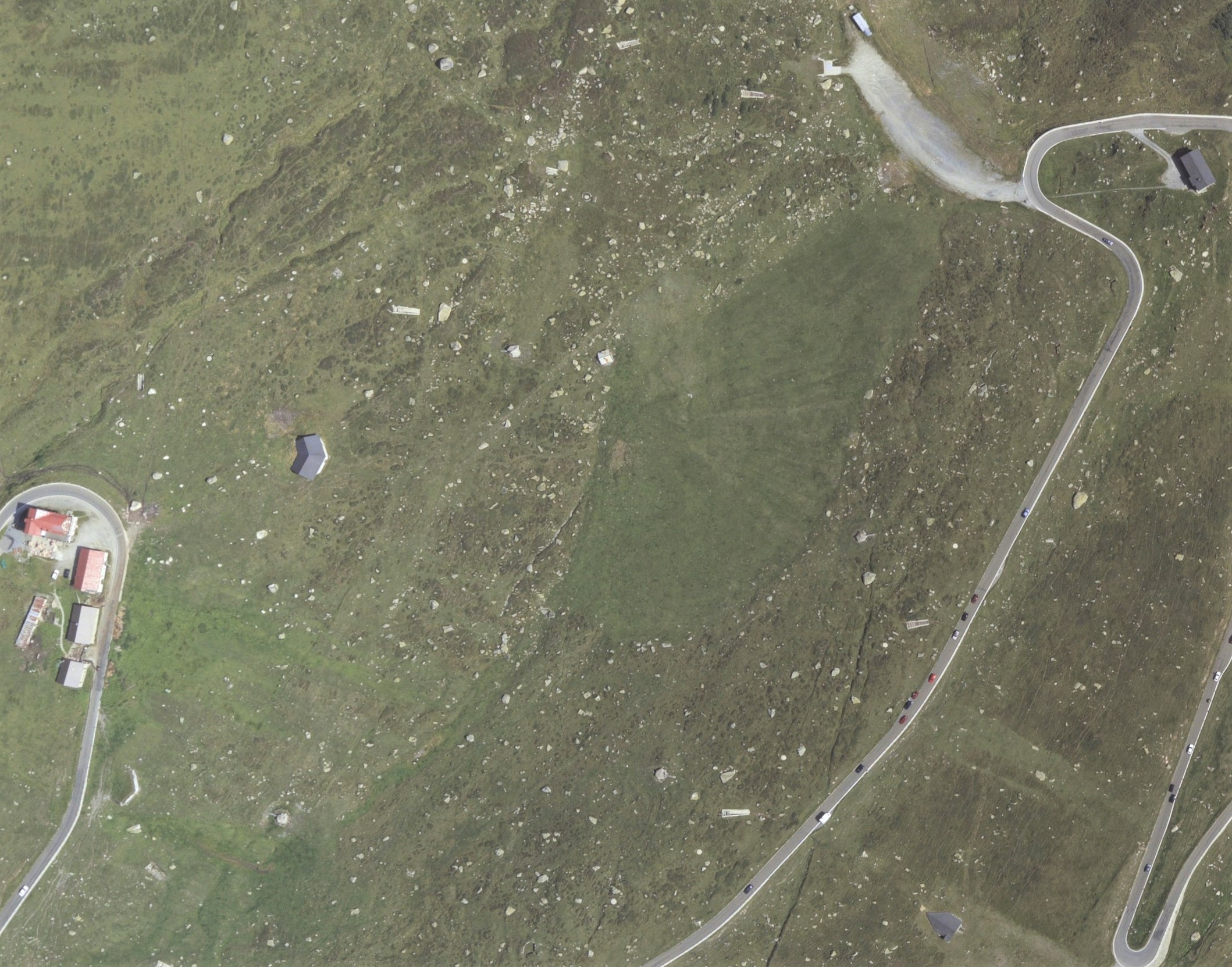
Festung Fuchsegg Übersicht

Die Festung Fuchsegg (Armeebezeichnung A 8630) befindet sich oberhalb von Realp im Urserental. Die Festung der Schweizer Armee liegt auf 1990 m direkt an der Passstrasse zum Furkapass. Das 1943 erbaute Werk wurde 1995 stillgelegt.

## Geschichte
Mit dem Bau der Festung im Festungsgebiet Gotthard wurde am 1. September 1941 begonnen. Am 10. Februar 1943 erfolgte der Einbau der ersten zwei 10,5-cm-Panzertürme. Das zweite Paar Panzertürme wurde am 8. Juli 1943 eingebaut. Definitiv einsatzbereit war die Festung im Herbst 1945. Die Kosten für die Bauarbeiten beliefen sich auf 15,4 Millionen Schweizer Franken, mehr als das Doppelte des budgetierten Kredites.
Die Festung Fuchsegg wurde am 1. Januar 1995 entklassifiziert und stillgelegt. Unterdessen ist die Festung geleert und zurückgebaut worden.
- Artilleriewerk Fuchsegg A 8630 Eingang ⊙
- Artilleriewerk Fuchsegg A 8630 Mg-Bunker links ⊙
- Artilleriewerk Fuchsegg A 8630 Mg-Bunker rechts ⊙
- Artilleriewerk Fuchsegg A 8630 Mg-Bunker Auspuff ⊙
- Artilleriewerk Fuchsegg A 8630 Notausgang ⊙

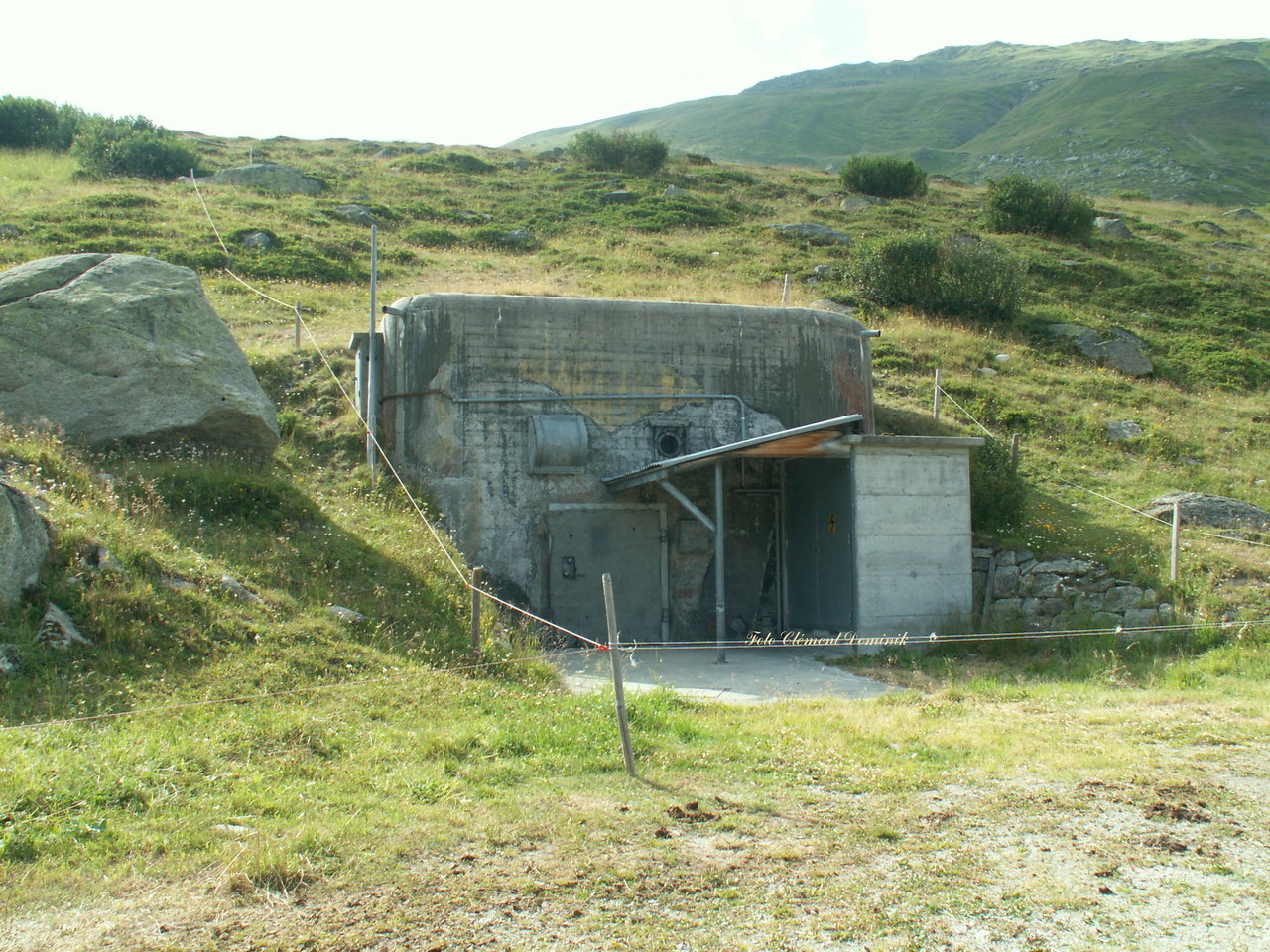
Der Eingang zur Festung Fuchsegg an der Furka Passstrasse
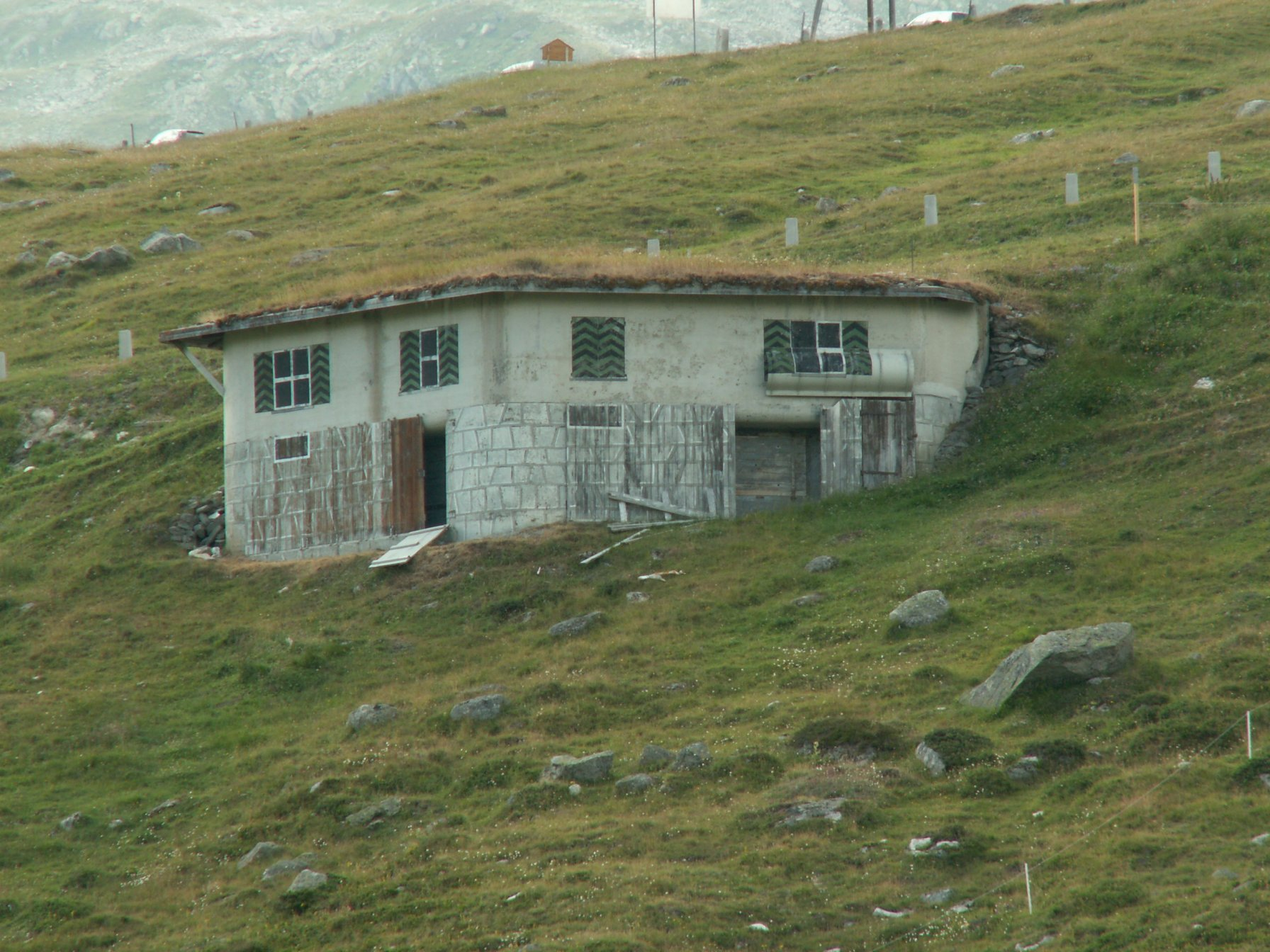
Der linke Mg-Bunker der Festung Fuchsegg. Auch hier sind alle Fenster aufgemalt.
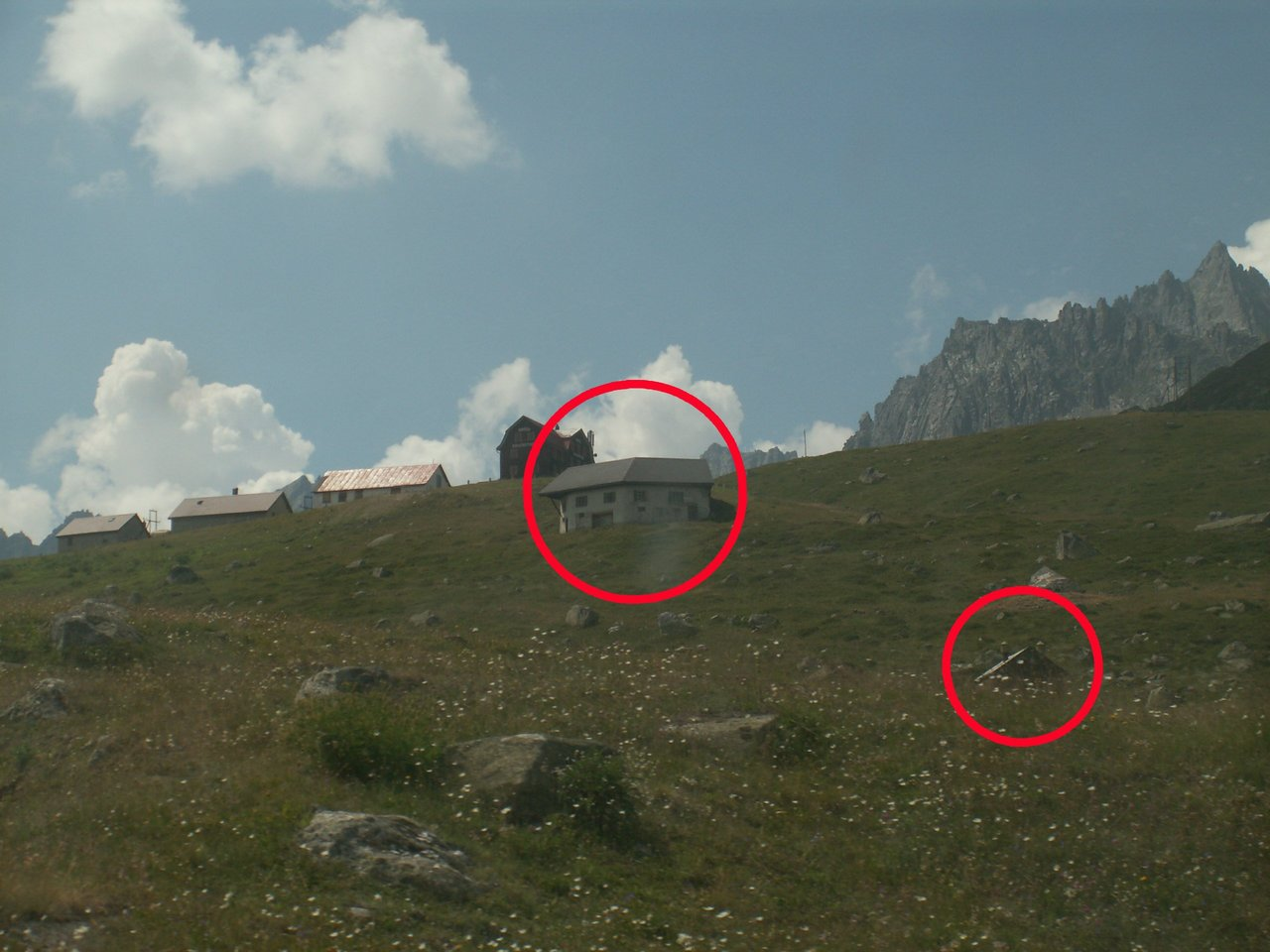
Übersicht des Mg-Bunkers und Auspuff der Festung Fuchsegg. Die Panzertürme sind nicht zu erkennen.
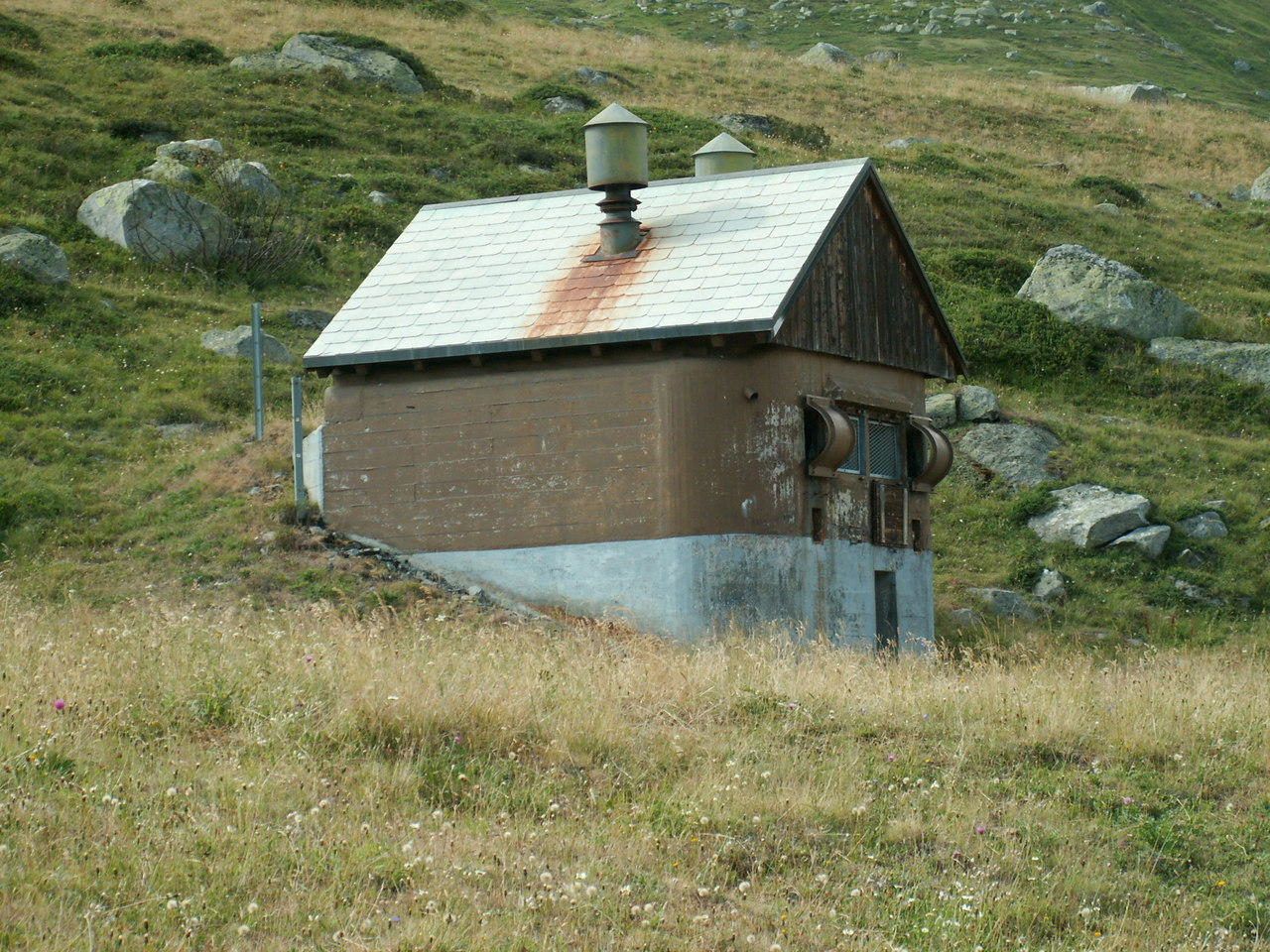
Der Auspuff der Festung Fuchsegg getarnt als Heuschober

### Bewaffnung
Das Werk verfügte über folgende Geschütze:
- vier 10,5-cm-Turmkanonen 39 (Panzerturm) ⊙ ⊙ ⊙ ⊙
- verbunkerte Infanteriewaffen

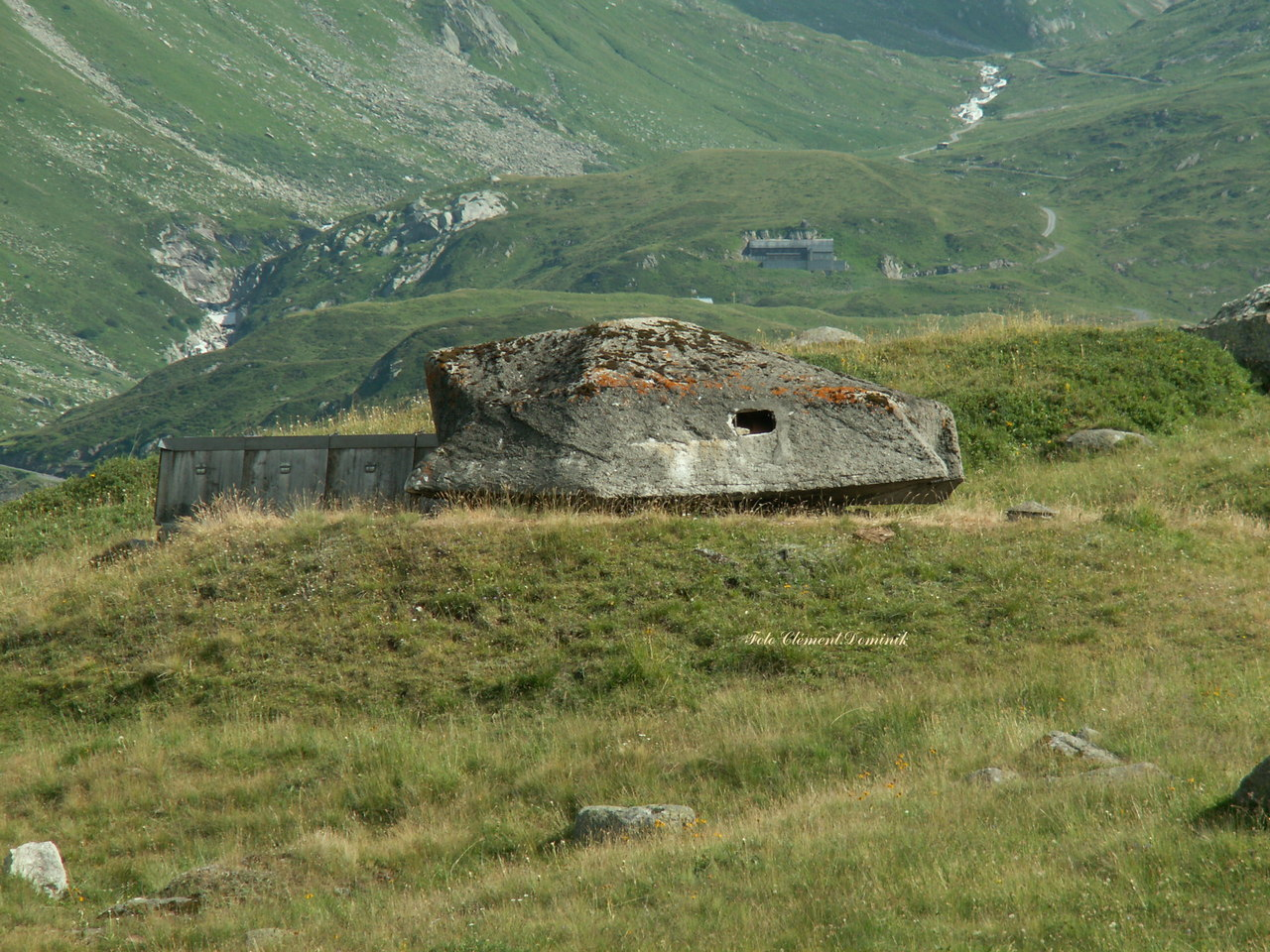
Die Turmkanone 1 der Festung
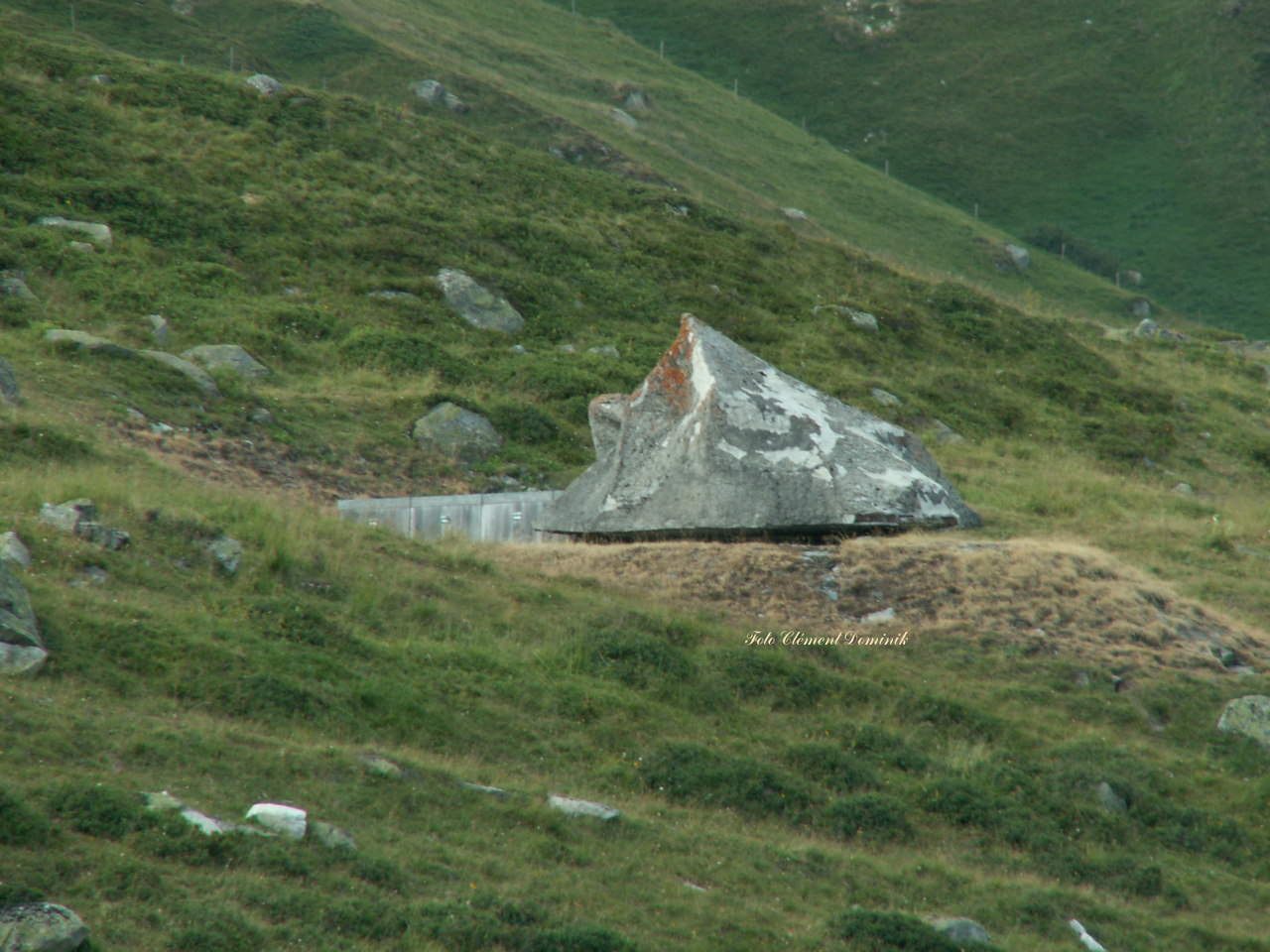
Die Turmkanone 2 der Festung
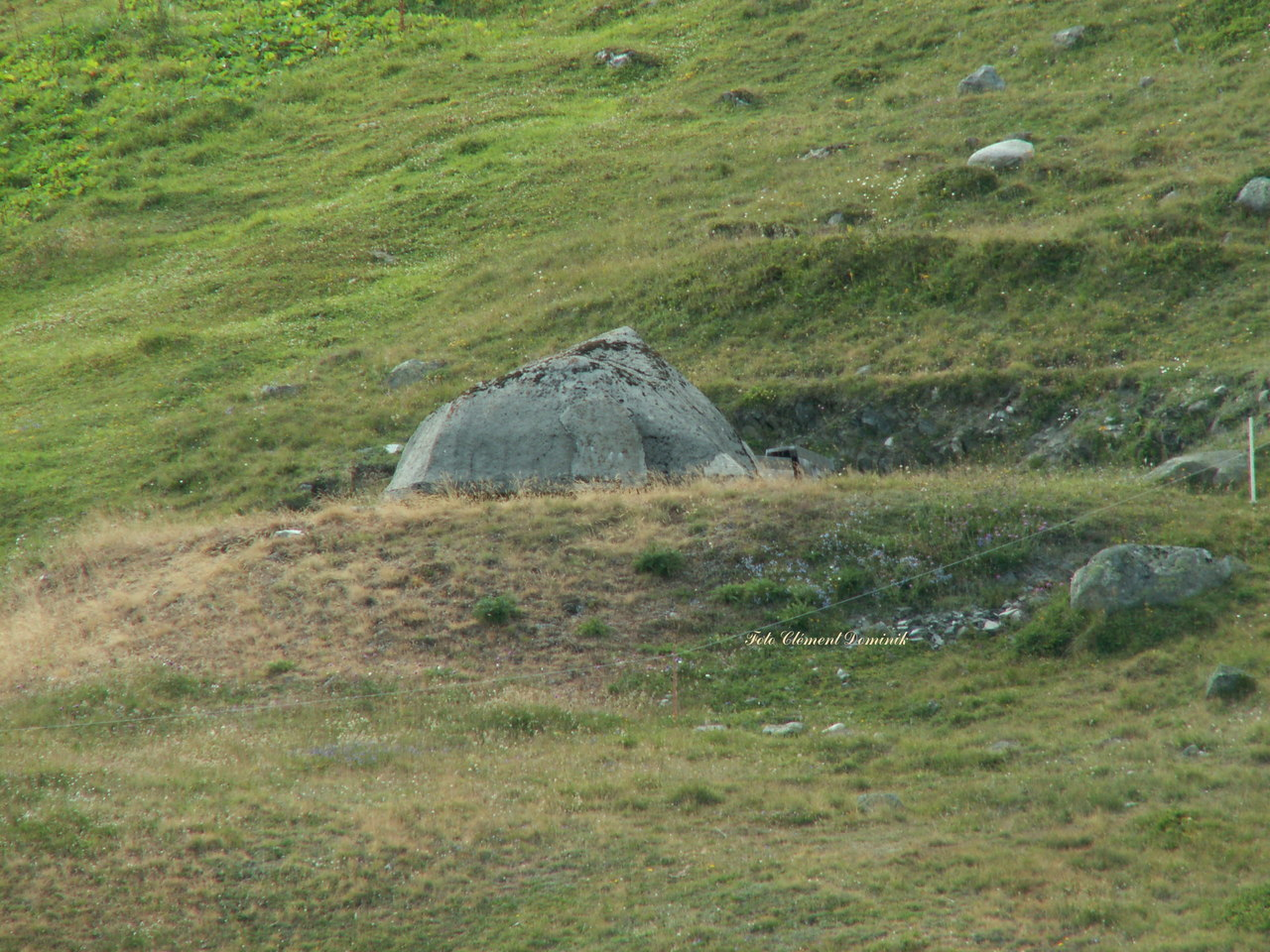
Die Turmkanone 3 der Festung
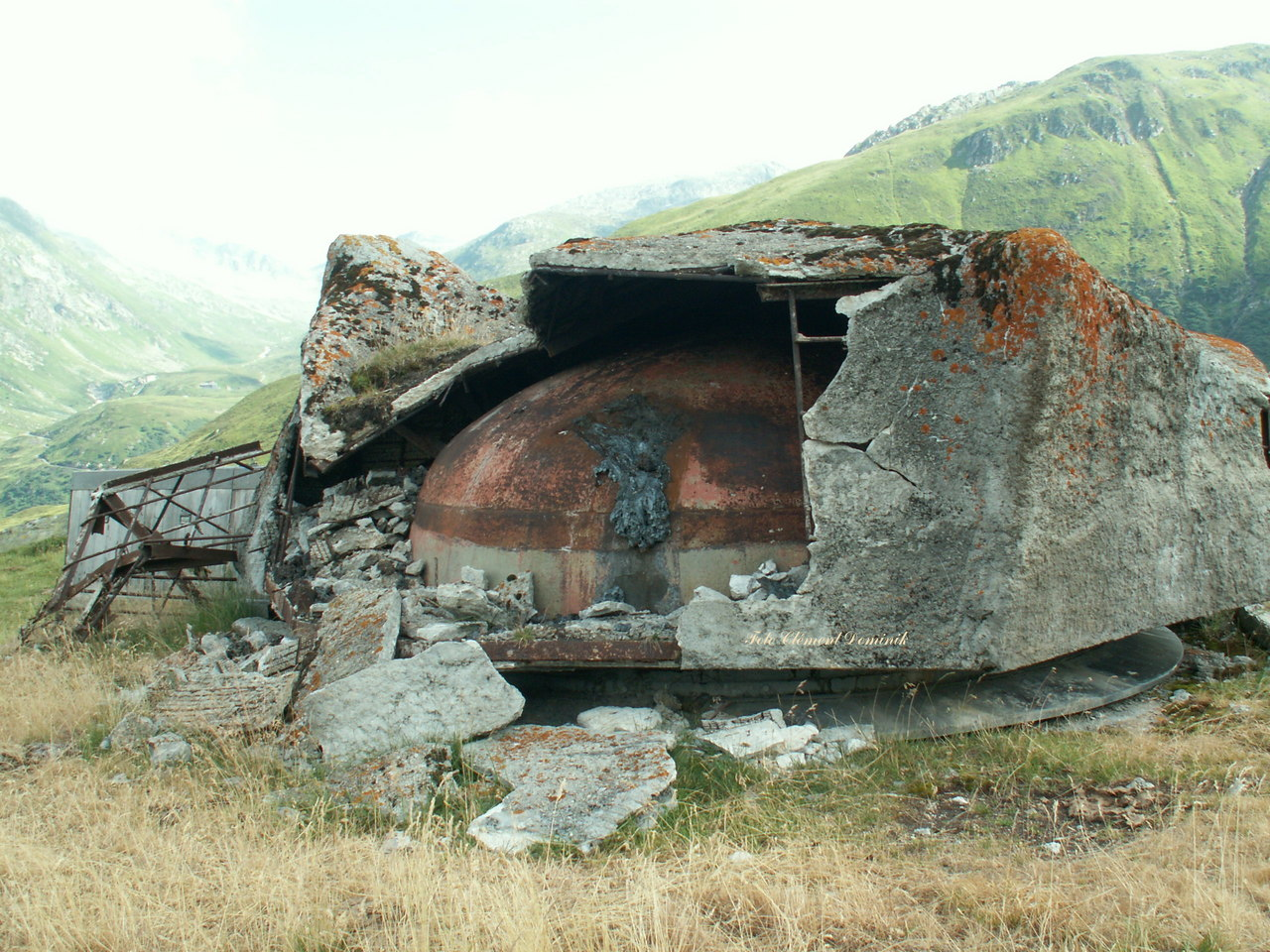
Die Turmkanone 4. Unter der beschädigten Tarnung ist sehr gut die Panzerkuppel zu erkennen.
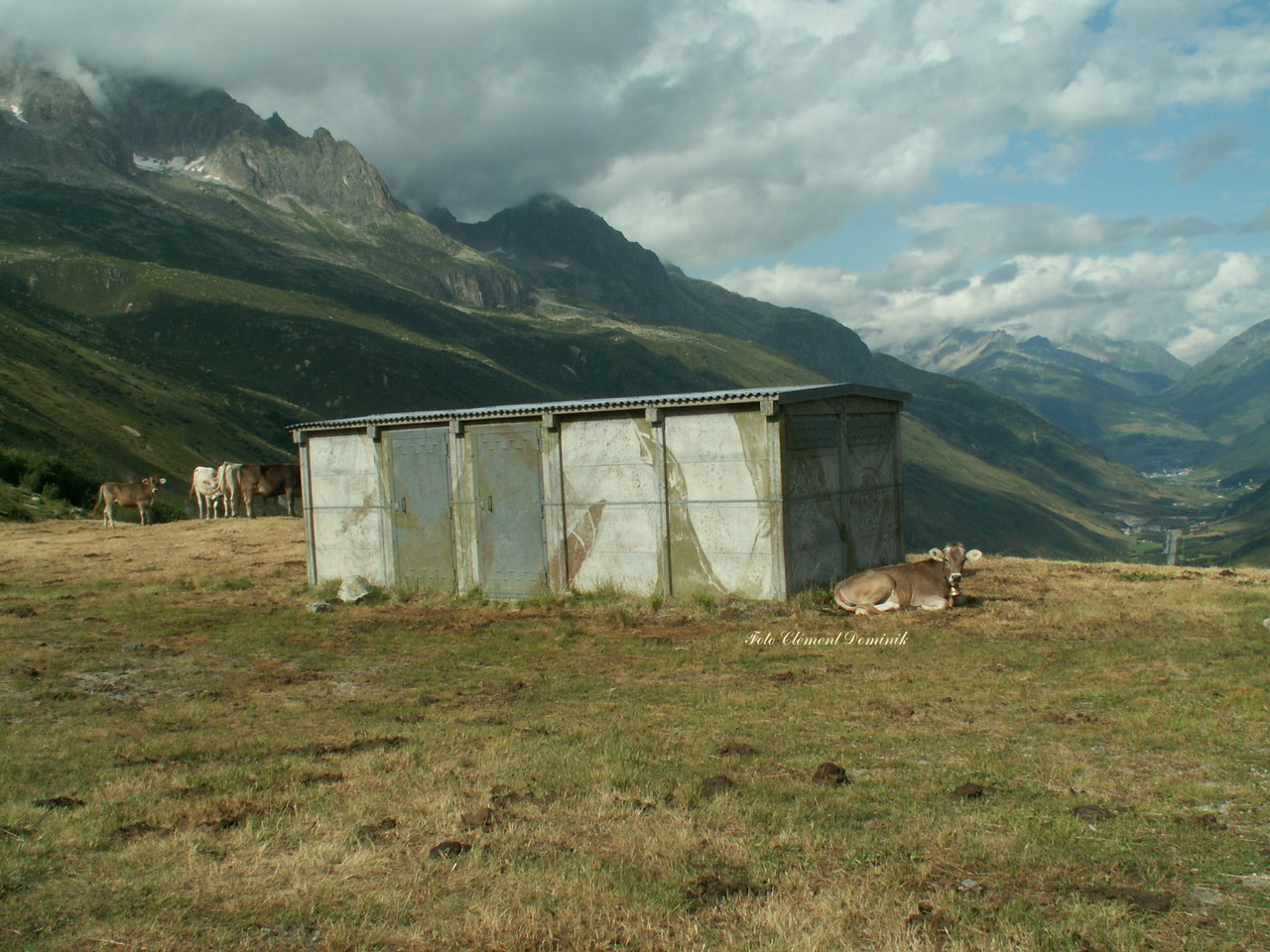
Ein Magazin vor dem Eingang zur Anlage. Im Hintergrund ist im Tal das Dorf Hospental zu erkennen.

### Infrastruktur der Festung
Das Werk Fuchsegg verfügte neben den üblichen Einrichtungen wie Küche, Unterkunft, Munitionsmagazine und Feuerleitstelle noch über eine eigene Bäckerei.
Von Realp führte die Militärseilbahn SB 172 zur Festung.

### Truppen
Die Festung wurde bis zur Armee 61 durch die Festungs Artillerie Kompanie (Fest Art Kp) 15/7 betrieben. In der Armee 61 war die Fest Art Kp II/7 der Betreiber der Anlage. Die Kompanie gliederte sich in einen Artillerie-Zug, Werkschutz-Zug, Festungs-Infanterie-Zug und einen Kommando-Zug mit insgesamt 285 Mann.
In der Aussenverteidigung war noch ein Zug der Festungsfliegerabwehr mit 12 Flab-Kanonen und 120 Mann eingeteilt. Diese Festungs-Flab wurde bei den Flab-Truppen ausgebildet und hat ihre WKs auch bei der „normalen“ Flab absolviert. Sie war der Fest Art Kp zugewiesen und der Festungs-Fliegerabwehr-Abteilung (Fest Flab Abt) 23 unterstellt.

## Sperrstelle Furkapass
Die erste Furkastellung wurde mit dem Artilleriewerk Galenhütten 1894 der Truppe übergeben. Zusätzlich wurde ein Furka-Reduit oberhalb der Passhöhe erbaut. Während des Zweiten Weltkriegs verstärkte die Gebirgsdivision 9 die bisherigen Befestigungen und baute das moderne Artilleriewerk Fuchsegg mit 10,5 cm Panzertürmen an der Passstrasse.

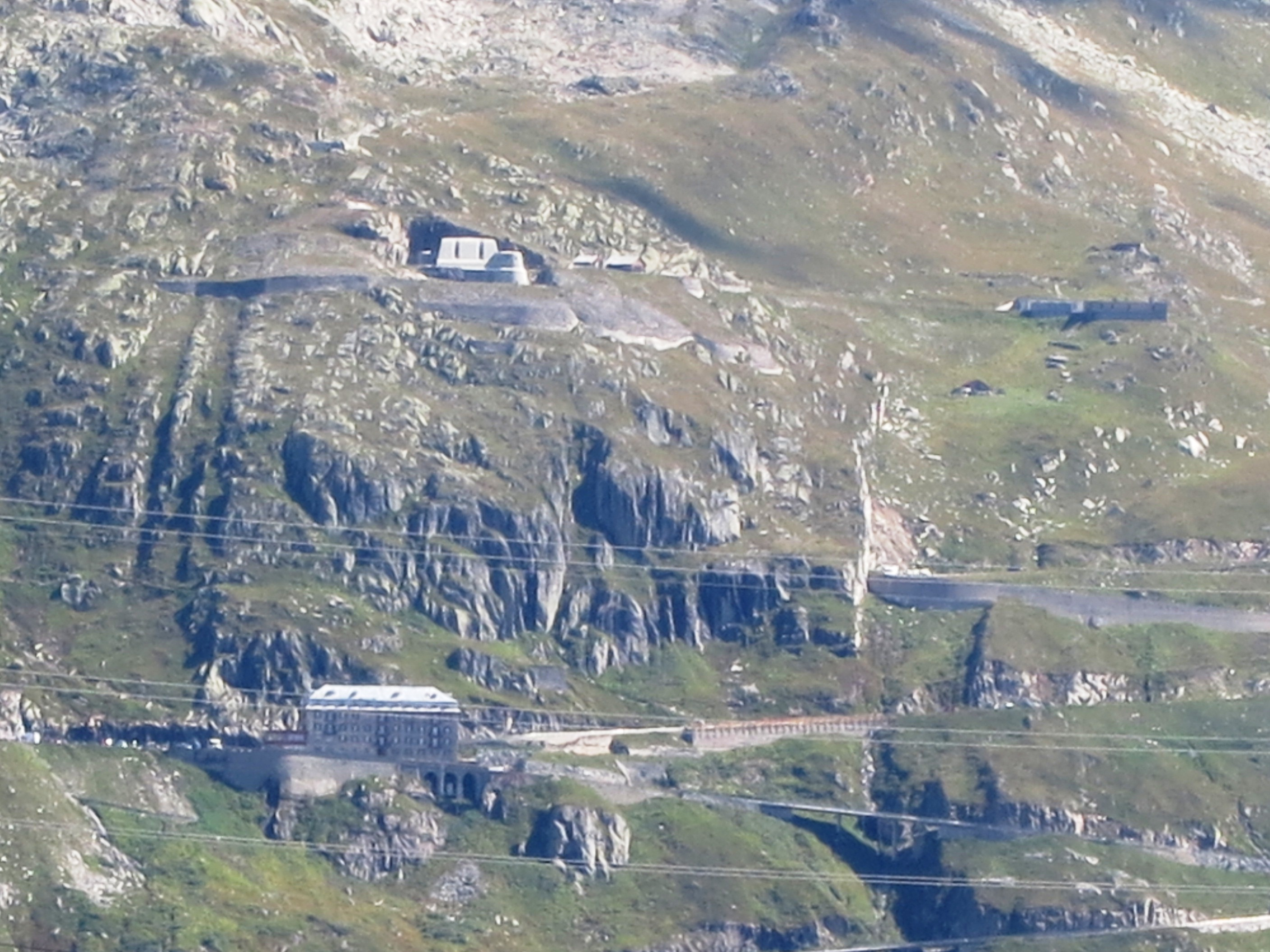
Artilleriewerk Galenhütten

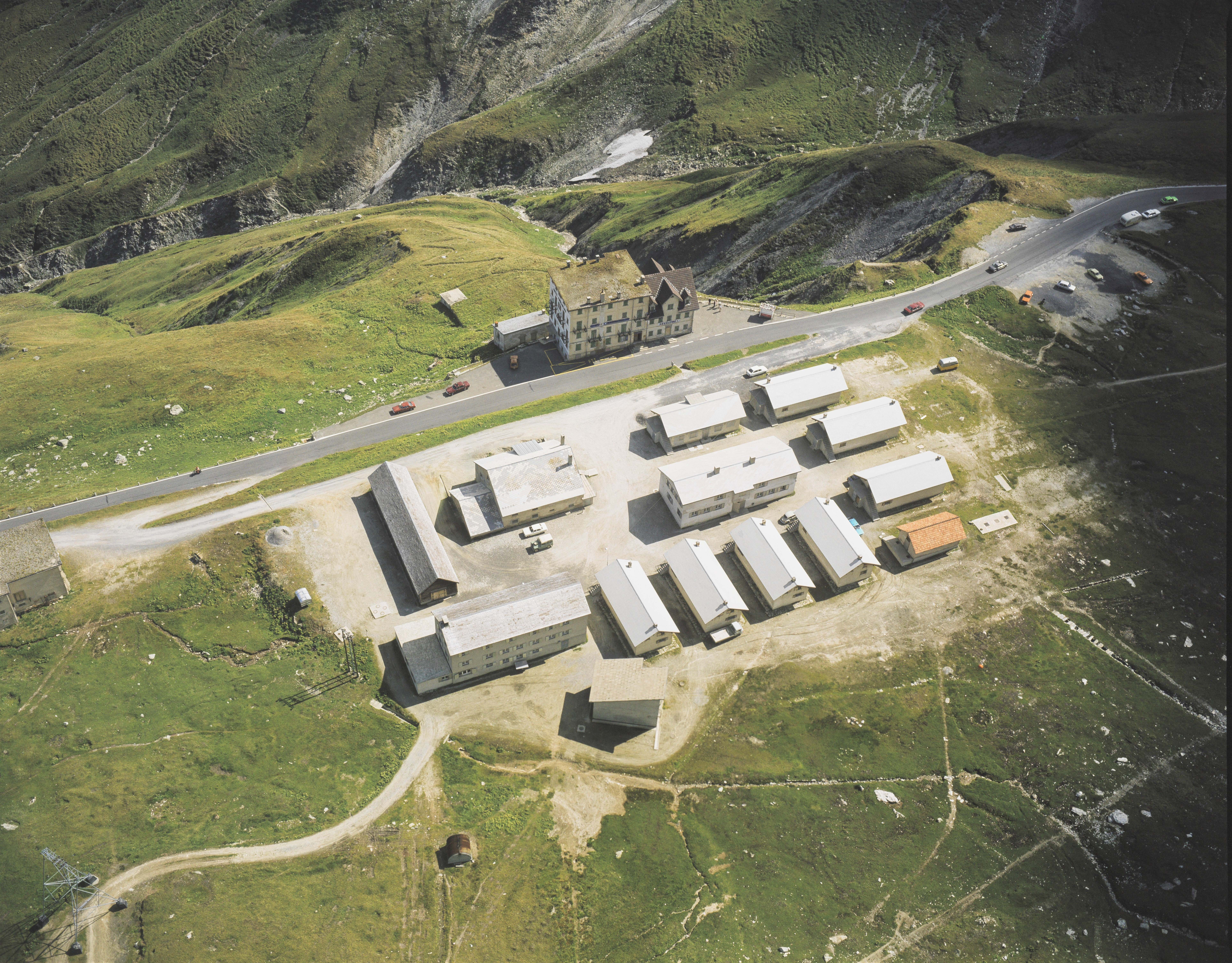
Ehemalige Militärunterkünfte Galenböden

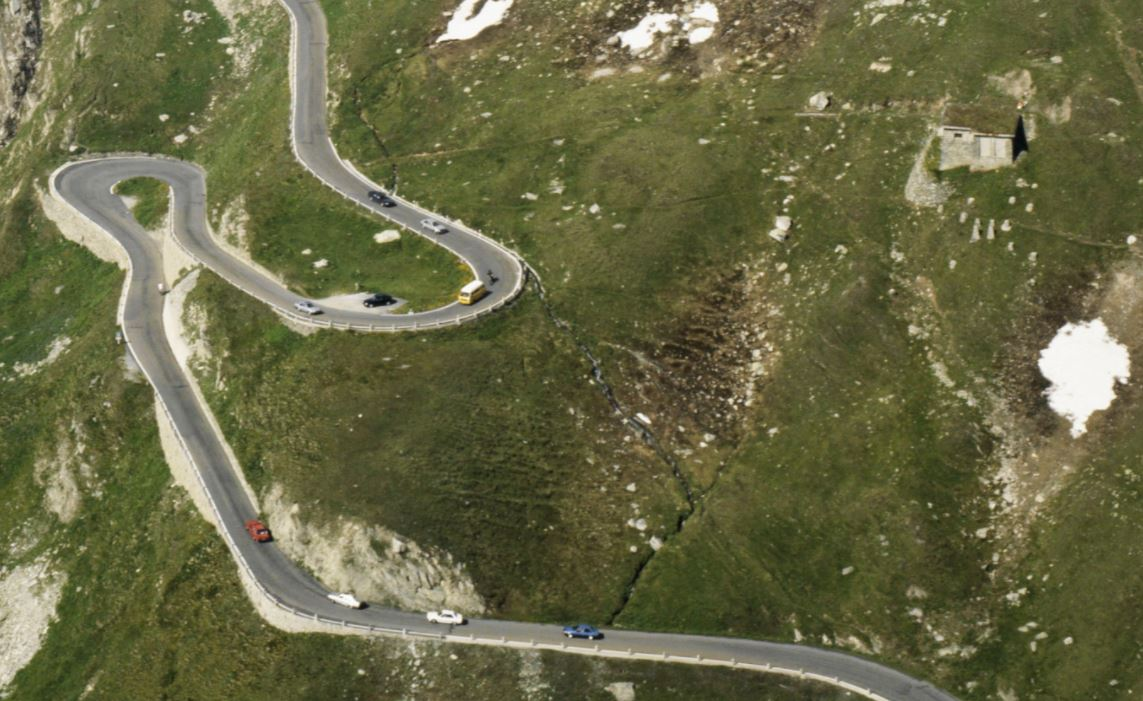
Seilbahnbergstation MSB 176

- Unterstand Rhonegletscher West A 8600 		⊙
- Unterstand Rhonegletscher Ost A 8601 		⊙
- Infanteriebunker Furkapass A 8603 ⊙
- Infanteriebunker Furkapass A 8604 ⊙
- Artilleriewerk Galenhütten A 8605 ⊙
- Infanteriebunker Felskopf A 8606, Aussenverteidigung Art Wk Galenhütten ⊙
- Infanteriebunker Furka 1 A 8607, Aussenverteidigung Art Wk Galenhütten
- Infanteriebunker Furka 2 A 8608, Aussenverteidigung Art Wk Galenhütten
- Unterstand Muttbach (im Tunnel MGB) A 8609 		⊙
- Infanteriebunker Rosegg A 8610
- Infanteriebunker Hennennester A 8611
- KP-Kaverne Westfront A 8613
- Munitionskaverne Sidelenbach A 8614
- Unterstand U12 Tiefenbach A 8615
- Gebirgsunterkunft Tiefenbach Typ IV A 8616
- Artilleriewerk Fuchsegg A 8630 		⊙
- Militärseilbahn Talstation Siedelenstafel–Furkablick MSB 176 		⊙
- Militärseilbahn Bergstation Siedelenstafel – Furkablick MSB 176 		⊙